# 喉脂鯉
喉脂鯉，為輻鰭魚綱脂鯉目脂鯉亞目上口脂鯉科的其中一個種，分布於南美洲鑫谷河及奧里諾科河上游流域，體長可達27.1公分，棲息在植被生長茂盛的水域，生活習性不明。